# Journées cinématographiques de Carthage 2019
Les Journées cinématographiques de Carthage 2019, 30e édition du festival, se déroulent du 26 octobre au 2 novembre 2019.

## Déroulement et faits marquants
Le palmarès est dévoilé le 2 novembre 2019 : le Tanit d'or est décerné à Noura rêve de Hinde Boujemaa, le Tanit d'argent au film Atlantique de Mati Diop et le Tanit de bronze à Scales (en) de Shahad Ameen. Les prix d'interprétation sont remis à Hend Sabri pour son rôle dans Noura rêve et Lyes Salem pour son rôle dans Abou Leila.

## Sélection

### Compétition
- Abou Leila d'Amin Sidi-Boumédiène ( Algérie)
- Adam de Maryam Touzani ( Maroc)
- Atlantique de Mati Diop ( Sénégal)
- Courrier certifié de Hisham Saqr ( Égypte)
- Entre deux frères de Joud Saïd ( Syrie)
- Haifa Street de Mohanad Hayal ( Irak)
- Noura rêve de Hinde Boujemaa ( Tunisie)
- Papicha de Mounia Meddour ( Algérie)
- Scales (en) de Shahad Ameen ( Arabie saoudite)
- Un fils de Mehdi Barsaoui ( Tunisie)
- Tu mourras à 20 ans d'Amjad Abou Alala ( Soudan)
- De la guerre de Fadhel Jaziri ( Tunisie)

### Hors compétition
- 1982 de Oualid Mouaness ( Liban)
- Into Studio Masr de Mona Assad ( Égypte)
- Les Égarés de Said Khallaf ( Maroc)
- When we're born de Tamer Ezzat ( Égypte)

### Séance spéciale
- Avant qu'il ne soit trop tard de Majdi Lakhdar ( Tunisie)

## Palmarès
- Tanit d'or : Noura rêve de Hinde Boujemaa
- Tanit d'argent : Atlantique de Mati Diop
- Tanit de bronze : Scales (en) de Shahad Ameen
- Tanit de la meilleure interprétation masculine : Lyes Salem dans Abou Leila
- Tanit de la meilleure interprétation féminine : Hend Sabri dans Noura rêve
- Tanit du meilleur scénario : Tu mourras à 20 ans d'Amjad Abou Alala
- Tanit de la meilleure musique : Atlantique de Mati Diop
- Tanit de la meilleure image : Adam de Maryam Touzani
- Tanit du meilleur montage : Adam de Maryam Touzani
- Tanit d'or pour les courts métrages : True Story d'Amine Lakhnech
- Tanit d'argent pour les courts métrages : Charter de Sabry Bouzid
- Tanit de bronze pour les courts métrages : Mthunzi de Tebogo Malebogo
- Tanit d'or pour les longs métrages documentaires : Talking About Trees (en) de Suhaib Gasmelbari (en)
- Tanit d'argent pour les longs métrages documentaires : Pour Sama de Waad al-Kateab et Edward Watts (en)
- Tanit de bronze pour les longs métrages documentaires : A Haunted Past de Fatma Riahi
- Tanit d'or pour les courts métrages documentaires : Men Tinn de Younes Ben Slimen
- Tanit d'argent pour les courts métrages documentaires : Pacific d'Angie Obaïd
- Tanit de bronze pour les courts métrages documentaires : 5 étoiles de Mame Woury Thioubou
- Tanit d'or pour la première œuvre (prix Tahar-Cheriaa) : You Will Die at Twenty d'Amjad Abu Alala
- Prix TV5 Monde : Khartoum Offside de Marwa Zine
- Prix mention spéciale : Un fils de Mehdi Barsaoui
- Prix du public : Entre deux frères de Joud Saïd